# Stift Ilfeld

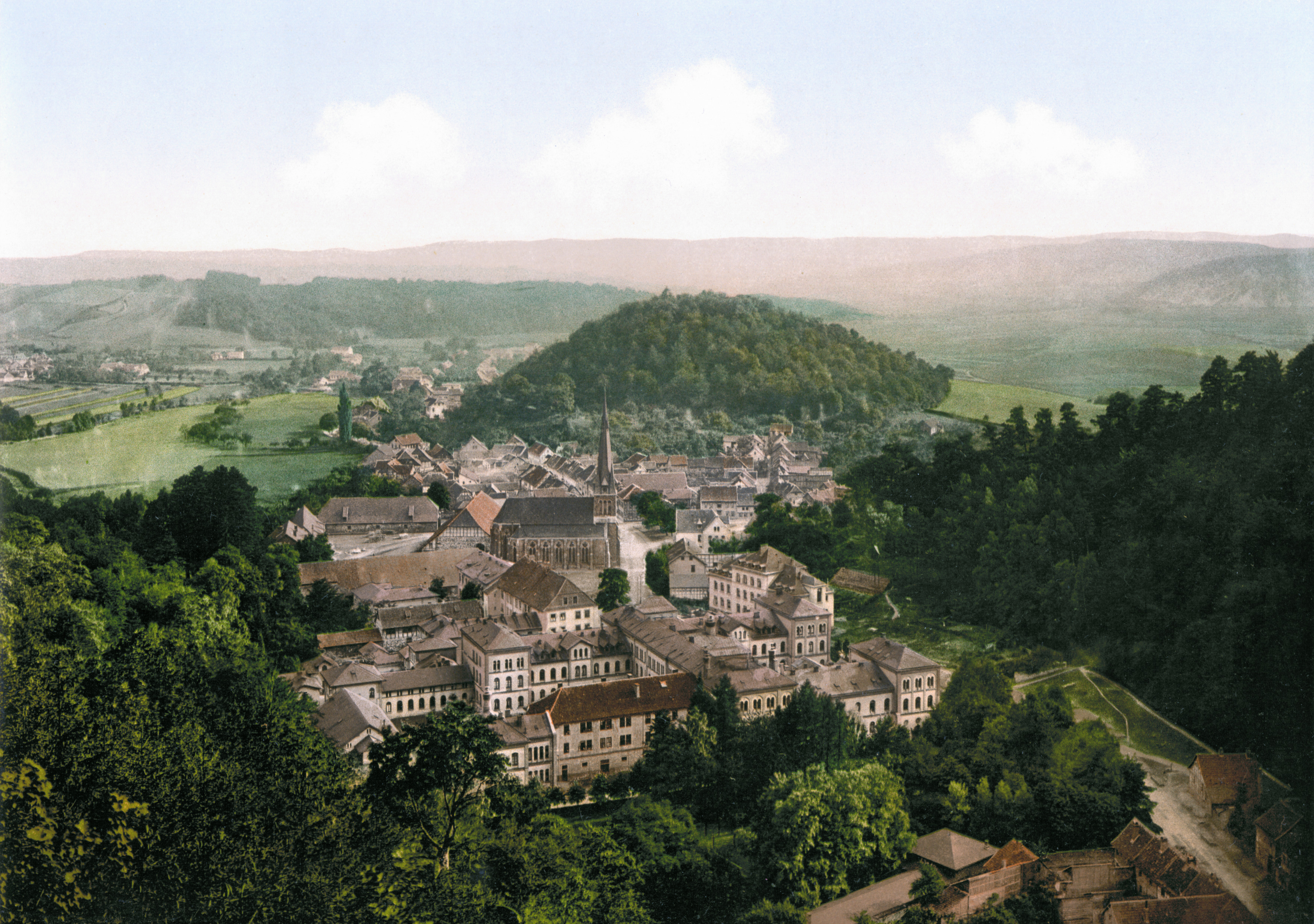
Ilfeld um 1900 – Im Vordergrund der dominante Schulkomplex aus dem 19. Jahrhundert

Das Stift Ilfeld mit der früheren Klosterschule Ilfeld ist ein evangelisches Stift in der Verwaltung der Klosterkammer Hannover. Es umfasst einen Besitz von mehr als 1.500 Hektar Forsten im Landkreis Nordhausen in Thüringen.

## Geschichte
1190 wurde das Kloster Ilfeld der Prämonstratenser gegründet. 1546 wurde in den Gebäuden des aufgehobenen Klosters eine evangelische Klosterschule errichtet. Michael Neander setzte hier als Schulleiter ab 1550 die Schwerpunkte und Grundlagen für die spätere Tradition aufbauend auf den Vorstellungen des Reformators Philipp Melanchthon. Mit Aussterben der Territorialherren im Mannesstamm in der Grafschaft Hohnstein 1593 versuchte sich Herzog Heinrich Julius von Wolfenbüttel deren Erbe zu sichern und geriet so mit den konkurrierenden Grafen zu Stolberg in Streit, der erst 1632 vor dem Reichskammergericht entschieden wurde. Der Dreißigjährige Krieg brachte 1622 mit der Katholischen Partei die Restauration der Verhältnisse im Stift Ilfeld und 1629 zogen die Prämonstratenser in ihr altes Kloster wieder ein. Sie wurden jedoch bereits 1631 von herannahenden schwedischen Truppen zur Flucht veranlasst. Die Welfen erhielten 1632 das Stift Ilfeld als „Milde Stiftung“. Diese Exklave wurde bereits seit 1559 von Hannover aus verwaltet. Die Milde Stiftung sollte sich später 1803 beim Reichsdeputationshauptschluss als Vorteil erweisen, da so eine Säkularisation nicht erfolgen konnte. 1633 richtete der protestantische Abt Cajus das Akademische Gymnasium wieder ein. Seit 1823 befindet sich das Stift Ilfeld als Sondervermögen in der Verwaltung der Klosterkammer in Hannover. Die Inanspruchnahme der Gebäude für die Verwaltung des Rüstungsbetriebes Mittelwerk GmbH führte ab 1943 zu einer Verlagerung eines Teils des Schulbetriebs an die Napola Ballenstedt und 1944 zu einer völligen Einstellung des Schulbetriebes in Ilfeld. Mit den Erträgen des Stifts werden heute pädagogische und kirchliche Projekte gefördert. Die Klosterkammer arbeitet weiter an Plänen für ein neues Ilfelder Gymnasium.